# 哈密盆地
哈密盆地，是位于中国新疆东部的一个盆地，位于哈密地区南部的天山山脉南坡，面积约为53500平方公里，最低点为沙尔湖，海拔53米。
哈密盆地气候干燥少雨，主要依靠坎儿井进行农业灌溉，有名的出产有哈密瓜、葡萄等水果。哈密市市区位于盆地中的哈密绿洲。哈密盆地蕴含有大量的煤炭和石油资源。